# الدوري الإيطالي 1902
البطولة الاتحادية الإيطالية لكرة القدم 1902 هي النسخة الخامسة من دوري الدرجة الأولى الإيطالي بمسماه الجديد. عاد نادي جنوى للتويج باللقب للمرة الرابعة في تاريخه بعدما كان قد فقده في النسخة الماضية لحساب نادي إيه سي ميلان.
الجذير بالذكر أن قوانين البطولة الإيطالية كانت تتغير نسبيا في كل موسم كروي جديد، حيث تم سن قانون جديد في هذا الموسم يجعل الفريق المتوج في النسخة السابقة (ميلان) يتأهل مباشرة لنهائي النسخة الحالية، بينما تتنافس باقي الفرق على الوصول للنهائي ومن ثم التتويج باللقب.

## البطولة

### الأدوار التأهيلية

#### المجموعة الأولى

##### الترتيب النهائي
| الترتيب | الفريق           | لعب | فاز | تعادل | خسر | عدد النقاط | له | عليه | فارق الأهداف | ملاحظات                                 |
| ------- | ---------------- | --- | --- | ----- | --- | ---------- | -- | ---- | ------------ | --------------------------------------- |
| 1       | تورينز           | 3   | 2   | 1     | 0   | 5          | 5  | 1    | +4           | التأهل لمرحلة كسر التعادل في عدد النقاط |
| 1       | يوفنتوس          | 3   | 2   | 1     | 0   | 5          | 9  | 1    | +8           | التأهل لمرحلة كسر التعادل في عدد النقاط |
| 3       | أوديس تورينو     | 3   | 1   | 0     | 2   | 2          | 5  | 10   | -5           |                                         |
| 4       | جيناستيكا تورينو | 3   | 0   | 0     | 3   | 0          | 2  | 9    | -7           |                                         |

النتائج
| فريق 1       | نتيجة | فريق 2           |
| ------------ | ----- | ---------------- |
| تورينز       | 1-1   | يوفنتوس          |
| أوداس تورينو | 5-2   | جيناسيتكا تورينو |
| يوفنتوس      | 6-0   | أوداس تورينو     |
| تورينز       | 2-0   | جيناستيكا تورينو |
| تورينز       | 2-0   | أوداس تورينو     |
| يوفنتوس      | 2-0   | جيناستيكا تورينو |

#### كسر التعادل
| فريق 1 | نتيجة | فريق 2  |
| ------ | ----- | ------- |
| تورينز | 4-1   | يوفنتوس |

#### المجموعة الثانية
| فريق 1 | نتيجة | فريق 2     |
| ------ | ----- | ---------- |
| جنوى   | 3-1   | سامبدوريا  |
| جنوى   | 2-0   | ميديولانوم |

### نصف النهائي
| فريق 1 | نتيجة | فريق 2 |
| ------ | ----- | ------ |
| تورينز | 3-4   | جنوى   |

### النهائي
| جنوى                                        | 2 - 0 | إيه سي ميلان |
| ------------------------------------------- | ----- | ------------ |
| ؟' أتيليو سالفادي · ؟' إرنستو باستور الثاني |       |              |

## اللقب

### البطل
| الدوري الإيطالي الدرجة الأولى بطل 1902 |
| -------------------------------------- |
| جنوى اللقب الرالع                      |
|                                        |

### تشكيلة الفائز
جنوى
- فاوستو غيجليوني
- إرنيكو باستور الثاني
- جايمس ريشاردسون سبينسلي
- إدواردو باستور الأول
- هاوارد باسادورو
- جوزيف ويليام أجار
- هنري دابلس
- باولو روسي
- كاري سينفت
- أتيليو سالفادي
- ألفريد كارتير